# Svetly (kraj Kamtsjatka)
Svetly (Russisch: Светлый; "helder, licht") is een plaats (posjolok) in het gemeentelijke district Jelizovski van de Russische kraj Kamtsjatka. De plaats ligt aan de hoofdweg R-474 van Jelizovo naar Petropavlovsk-Kamtsjatski, op ongeveer 17 kilometer ten zuidoosten van Jelizovo en 13 kilometer van het centrum van Petropavlovsk-Kamtsjatski, waaraan het inmiddels grotendeels is vastgegroeid. In de plaats wonen 785 mensen (2007). Direct ten oosten van de plaats ligt het dorpje Kroetoberegovy en ten noordwesten het dorp Pionerski.
De plaats werd gesticht in 1935 en heette aanvankelijk 13e kilometer (13-и километр) vanwege haar ligging op de 13e kilometer van de hoofdweg van Petropavlovsk-Kamtsjatski naar Jelizovo. Later kreeg ze haar huidige naam, naar het stroompje Svetly, dat door de plaats stroomt. In de plaats bevindt zich onder andere een fabriek die cement produceert (Kamtsjattsement).
Bestuurlijk centrum: Jelizovo

Bereznjaki · Dalni · Dvoeretsje · Ganaly · Joezjnye Korjaki · Ketkino · Korjaki · Krasny · Kroetoberegovy · Lesnoj · Malka · Nagorny · Natsjiki · Nikolajevka · Novy · Paratoenka · Pinatsjevo · Pionerski · Razdolny · Severnye Korjaki · Sokotsj · Sosnovka · Svetly · Termalny · Voelkanny · Zeleny